# Chelodina mccordi
Espèce
Synonymes
- Chelodina timorensis McCord, Joseph-Ouni & Hagen, 2007
- Chelodina mccordi timorlestensis Kuchling, Rhodin, Ibarrondo & Trainor, 2007

Statut de conservation UICN

 CR A1d, B1+2e : 
En danger critique
Statut CITES
Chelodina mccordi est une espèce de tortue de la famille des Chelidae. Cette espèce est endémique des Petites îles de la Sonde en Indonésie et au Timor oriental. Elle est considérée comme une espèce en danger critique d’extinction. Les individus de cette espèce sont carnivores et se nourrissent de poissons, de petits amphibiens, mammifères ainsi que de mollusques.

## Répartition
Cette espèce se rencontre dans les Petites îles de la Sonde en Indonésie et au Timor oriental.

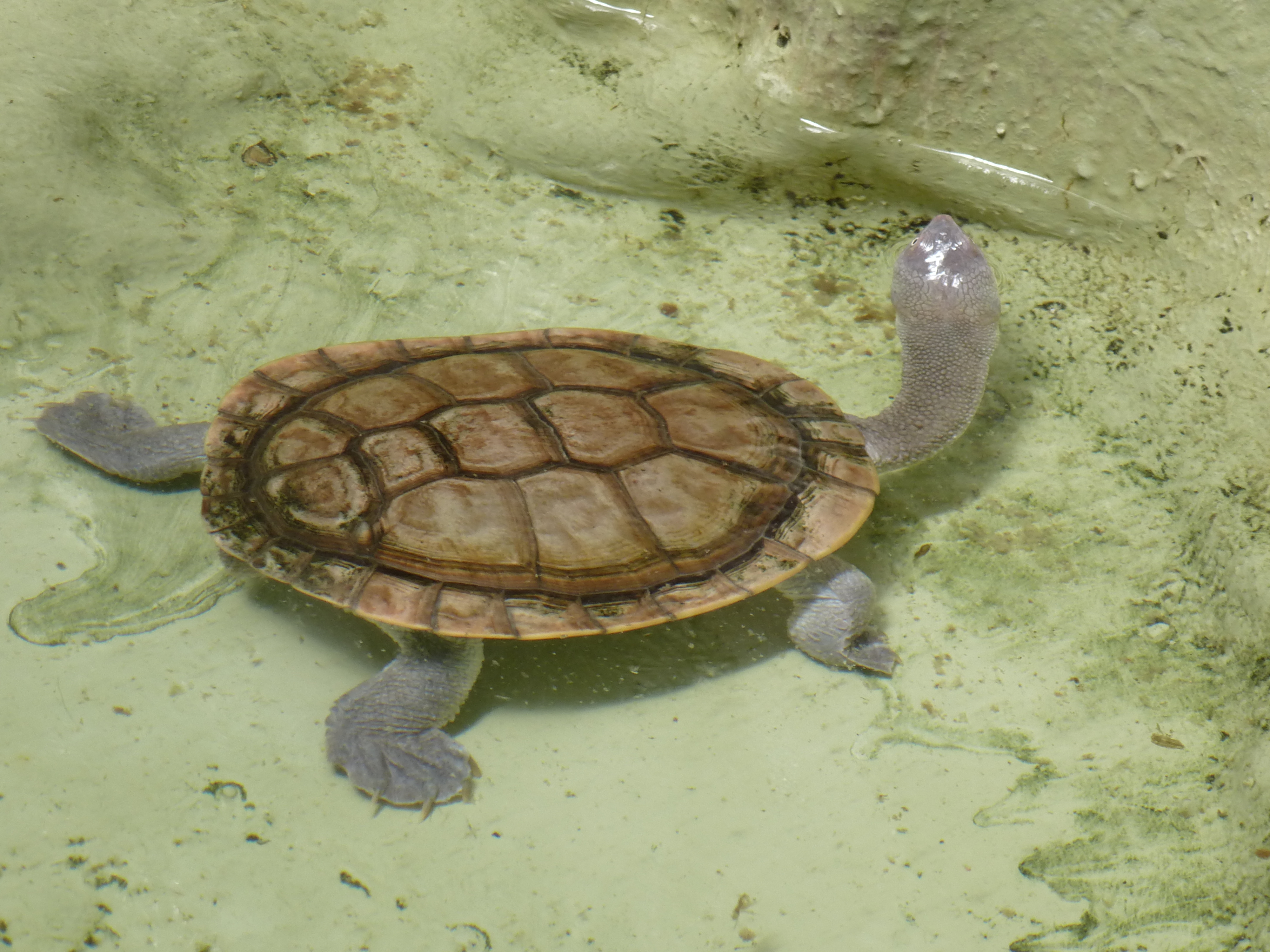

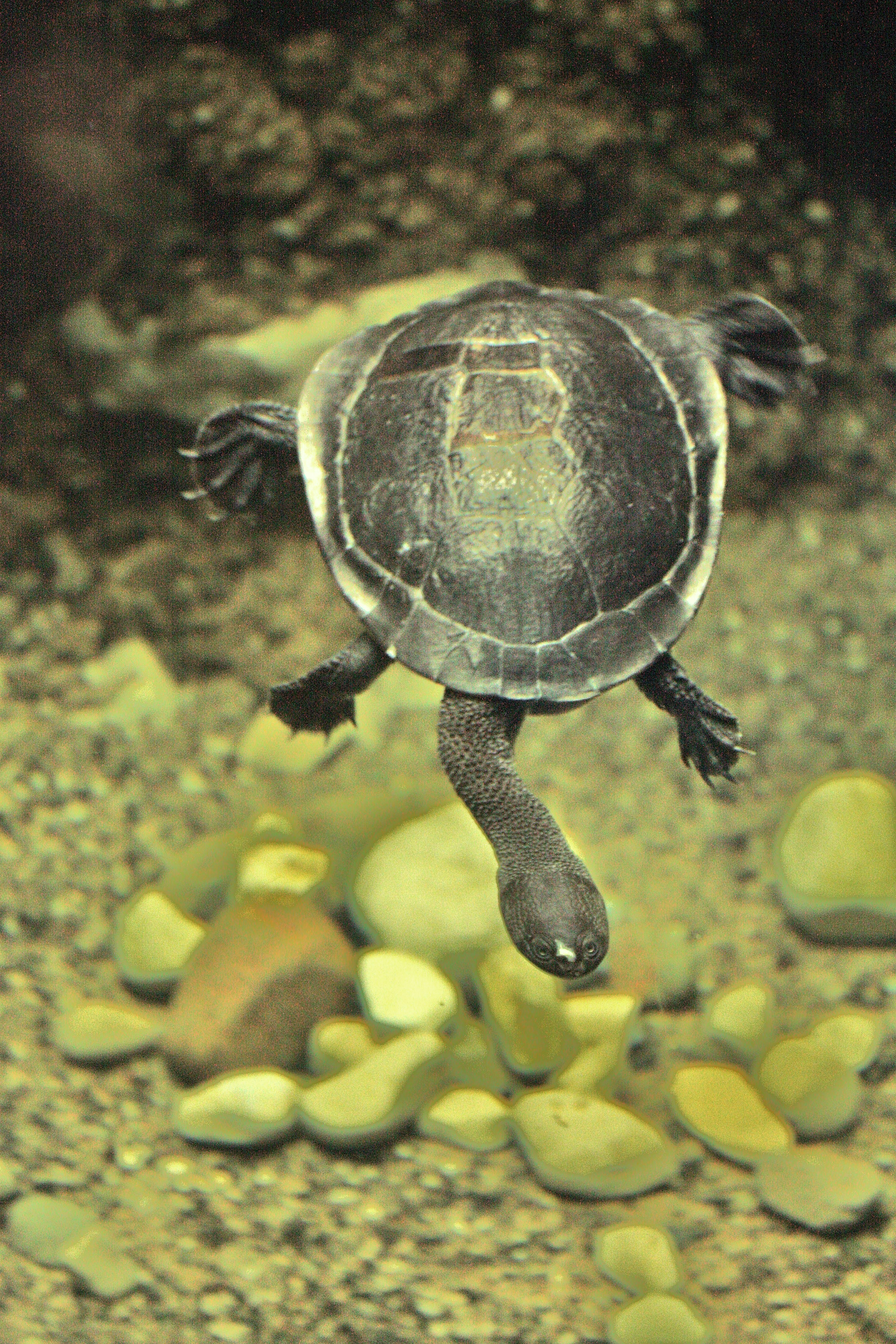

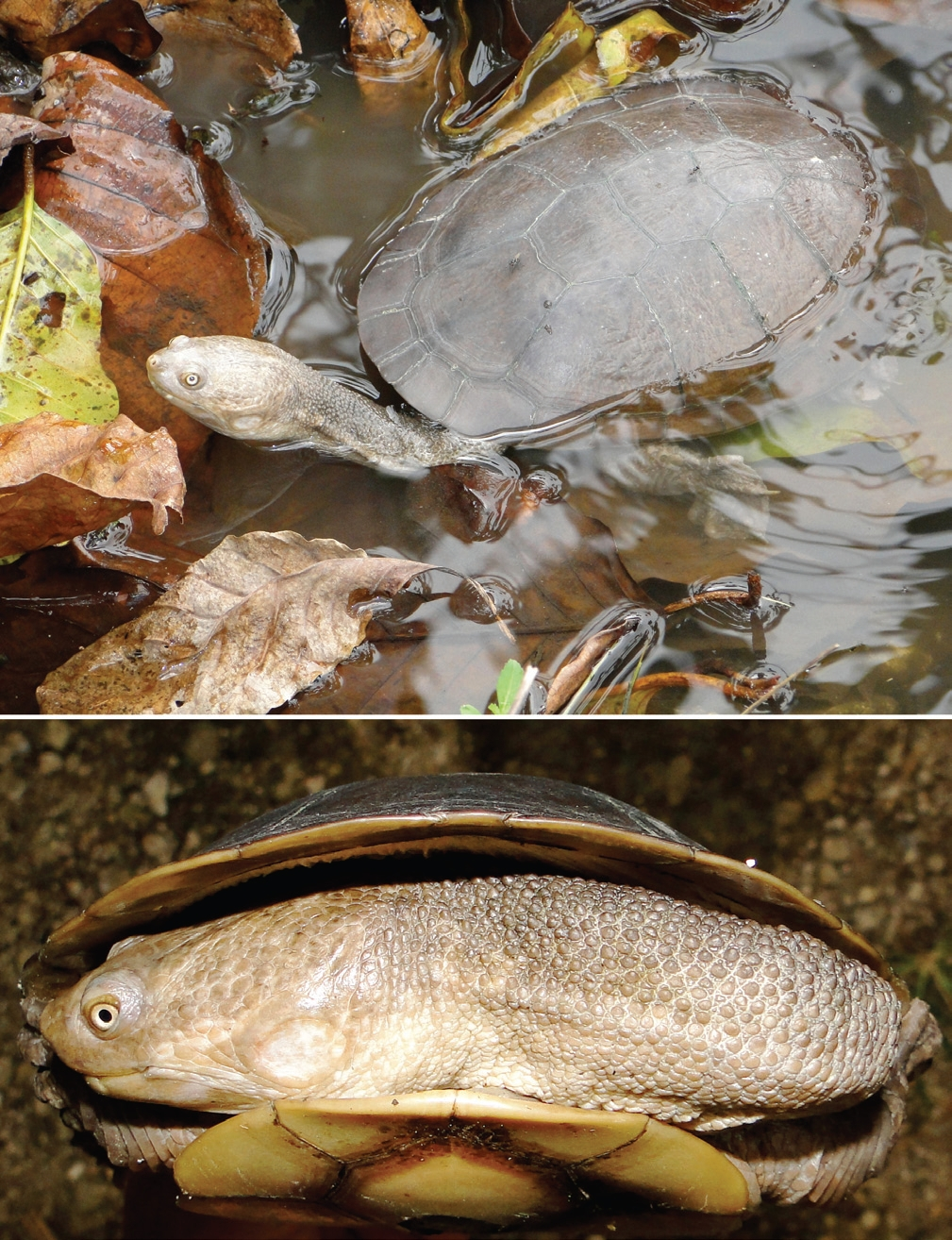
Chelodina mccordi timorensis

## Liste des sous-espèces
Selon TFTSG (04 fév. 2011) :
- Chelodina mccordi mccordi Rhodin, 1994 de l'île Rote
- Chelodina mccordi timorensis McCord, Joseph-Ouni & Hagen, 2007 de l'île de Timor

## Étymologie
Cette espèce est nommée en l'honneur de William Patrick McCord.

## Publications originales
- Rhodin, 1994 : Chelid turtles of the Australasian Archipelago: II. A new species of Chelodina from Roti Island, Indonesia. Breviora, no 498, p. 1-31 (texte intégral).
- McCord, Joseph-Ouni & Hagen, 2007 : A new subspecies of Chelodina mccordi (Testudines: Chelidae) from Eastern Rote Island, Indonesia. Reptilia, vol. 52, p. 53–57 (texte intégral).
- McCord, Joseph-Ouni & Hagen, 2007 : A new species of Chelodina (Testudines, Chelidae) from Eastern Timor Island (East Timor). Reptilia, vol. 52, p. 58–61 (texte intégral).
- Kuchling, Rhodin, Ibarrondo & Trainor, 2007 : A new subspecies of the snakeneck turtle Chelodina mccordi from Timor-Leste (East Timor) (Testudines: Chelidae). Chelonian Conservation and Biology, vol. 6, p. 213–222 (texte intégral).